# The One (Backstreet Boys)
The One is een nummer van de Amerikaanse boyband Backstreet Boys uit 2000. Het is de vierde en laatste single van hun derde studioalbum Millennium.
De Backstreet Boys wilden aanvankelijk "Don't Want You Back" als laatste single van het album uitbrengen, maar later werd toch gekozen voor "The One". Dat heeft hen geen windeieren gelegd, want "The One" werd in veel landen een hit; al was het succes on de Amerikaanse Billboard Hot 100 bescheiden met een 30e positie. Ook in het Nederlandse taalgebied was het succes klein; met in de Nederlandse Top 40 een 17e positie, terwijl het in de Vlaamse Ultratop 50 op de 35e positie terechtkwam.

## Tracklijst
- Cd-single

1. "The One" (albumversie) – 3:46
2. "The One" (instrumentaal) – 3:46

- 7"

1. "The One" (albumversie) – 3:46
2. "Larger than Life" (Jack D. Elliot radio mix) – 3:50